# Quercus kiukiangensis
Espèce
Classification NCBI
Synonymes
- Cyclobalanopsis kiukiangensis Y.T.Chang[2]
- Quercus kiukiangensis var. kiukiangensis[2]

Quercus kiukiangensis est une espèce de chênes du sous-genre Cyclobalanopsis. L'espèce est présente en Chine.

## Liste des variétés
Selon Tropicos (12 janvier 2020) :
- variété Quercus kiukiangensis var. kiukiangensis
- variété Quercus kiukiangensis var. xizangensis (Y.C. Hsu & H.Wei Jen) Z.K. Zhou & H. Sun